# The Girl from 10th Avenue
The Girl from 10th Avenue è un film del 1935 diretto da Alfred E. Green. Prodotto dalla First National Pictures e dalla Warner Bros. Pictures, aveva come interpreti Bette Davis, Ian Hunter, Colin Clive, Alison Skipworth, John Eldredge, Phillip Reed, Katharine Alexander, Helen Jerome Eddy.
La sceneggiatura di Charles Kenyon è basata sul lavoro teatrale del 1914 Outcast di Hubert Henry Davies, un testo che era stato rappresentato - dal novembre 1914 al marzo 1915 - al Lyceum Theatre di New York e che era già stato portato sullo schermo in due film precedenti, nel 1922 in Crepuscolo d'amore (Outcast) di Chester Withey e nel 1928 in Outcast di William A. Seiter.

## Produzione
Il film fu prodotto dalla First National Pictures e dalla Warner Bros. Pictures.

## Distribuzione
Distribuito dalla Warner Bros. Pictures, First National Pictures e dalla Vitaphone Corporation, il film uscì nelle sale cinematografiche statunitensi il 1º giugno 1935.

### Versioni cinematografiche diOutcast
- Outcast, regia di Dell Henderson (1917) - con Anna Murdock e David Powell
- Crepuscolo d'amore (Outcast), regia di Chester Withey (1922) - con Elsie Ferguson e David Powell
- Outcast, regia di William A. Seiter (1928) - con Corinne Griffith e James Ford
- The Girl from 10th Avenue, regia di Alfred E. Green (1935) - con Bette Davis e Ian Hunter